# Henry Fourès
Henry Fourès (* 17. Mai 1948 in Coursan, Département Aude, Frankreich) ist ein französischer Komponist, Musiker und Musikhistoriker.
In seinem Werk und in seiner umfangreichen pädagogischen Tätigkeit setzt er sich besonders für die europäische Verständigung ein.

## Leben
Fourès studierte Kunstgeschichte an der Universität Paul Valéry in Montpellier und Musik am Conservatoire National Supérieur in Paris, außerdem mittelalterliche Musikgeschichte an der Humboldt-Universität in Berlin und Klavier an der Wiener Musikakademie. Von 1977 bis 1980 unterrichtete er Improvisation am Conservatoire in Pantin, 1980 bis 1982 mittelalterliche Musik an der Universität in Toulouse. 1982 wurde er zum Generalinspekteur für Musik im französischen Kulturministerium ernannt. Von 2000 bis 2009 war er Direktor des Conservatoire National Supérieur de Musique et de Danse de Lyon. 2000 bis 2010 leitete Henry Fourès die deutsch-französische Ensembleakademie Opus XXI.
Zu seinen vielfältigen Aktivitäten gehören Filmmusiken, Theater- und Tanzstücke, Radiofeatures und Hörspiele für France Culture, HR und WDR. Er schrieb sinfonische, Vokal- und Kammermusikwerke für verschiedene Besetzungen sowie elektronische Musik und führte auch Werke von Luc Ferrari auf.

## Werke (Auswahl)

### Vokalmusik a cappella
- Cinq-six-onze für 11 Vokalsolisten (2002)
- Célébration de la mode für Sopran und gemischten Chor (1992)
- Célébration de la fatigue für gemischten Chor (1990)

### Vokalmusik mit Instrumenten
- Contrepoint Drei Stücke für Kinderchor und Orgel (2009)
- L’espace des songes für Orchester, traditionelles Musikensemble und Einspielungen (2007)
- Soleares für Sopran, Bassklarinette, Schlagzeug, Klavier und Violoncello (2003)
- L'esclavage für Mezzosopran, Baryton und Klavier (1998)
- Maât für Vokal- und Instrumentalensemble, Tonband und Spatialisierungsverfahren (1988)
- Le bal de la contemporaine Tanzmusik für Instrumentalensemble und Stimme (1984)
- Poker d'âmes Oper für Laiendarsteller, Orchester, Chor und Solisten (1980/81)
- Icare etc. Oper für Laiendarsteller, Orchester, Chor und Solisten (1980)
- Musique avec petit carré blanc für eine unbestimmte Zahl von Mitwirkenden (1976)

### Elektronische Musik
- Mittel Meer Meer der Mitte Hörspiel (1999)
- Athina Tanzmusik (1994)
- Bonjour Monsieur Cueco Radiofeature (1984)
- Passe temps Filmmusik für Jose Maria Bersoza (1984)
- Corazon 1. 2. 3. 4. 5. 6. Tanzmusik (1982–1988)
- Entre temps Filmmusik für Jose Maria Bersoza (1982)
- Le miroir des jours Bühnenmusik (1979)
- La galina Bühnenmusik (1978)
- La lune de Peyrerepertuise Radiofeature (1976)

### Musik für Instrumentalensemble
- Méditation sur le scorpion für Streichquartett (2004)
- Sommerbericht für sieben Schlagzeuger (2001)
- Trio (2) für Jongleur, Schlagzeug und Klavier (1997)
- Le livre des traditions Konzertspektakel für sieben Interpreten (1993)
- La leçon de composition Konzertspektakel für 2 Komikerinnen, einen Komiker und sechs Musiker (1992)
- Musica Ficta n° 7 für Blechbläserquintett (1988)
- Ô lac ! für Big Band (1988)
- Opus open für Tuba und Cembalo (1987)
- Cosi fa la boum für 17 Instrumente (1985)
- 42 rue d'Alayrac für Klavier, Klarinette und Schlagzeug (1985)
- Musica Ficta n° 3, Pays Paysage für unbestimmtes Ensemble (1984)
- Coda für 14 Instrumente (1981)

### Solowerke
- Pour la flûte à bec für Altflöte (2009)
- Célébration de la caresse n° 2 für Tamburin (1999)
- Vom Blau für Kontrabass (1999)
- Kristall für Altsaxofon (1999)
- Gegenlicht für Bassklarinette (1998)
- Célébration du fa für Klavier (1992)
- Ô feu ! für Tamburin, Tonband und Pyrotechnik (1986)
- Interview n° 1 für Tenorsaxofon (oder Bassklarinette) und Tonband (1976)

## Bibliographie
- Henry Fourès, „La créativité: espace médian de la connaissance et de l'apprentissage“, in: Orphée apprenti, n ° 1, Éditions du Conseil supérieur de la Musique, Brüssel, Oktober 2009.
- Henry Fourès, „Ce qu’a vu le Cers und À la recherche du rythme perdu, zwei Arbeiten mit dem Komponisten Luc Ferrari“ in: La revue Filigrane n° 8: Jazz, musiques improvisées et écritures contemporaines : convergences et antinomies, Éditions Delatour, Paris 2008.
- Henry Fourès, Leitartikel „L'atelier du temps“, in: Vers une sémiotique du temps dans les arts, actes du colloque: Ircam-Delatour, Paris, Dezember 2005.
- Henry Fourès: Jazz und zeitgenössische Musik: Schreiben – Improvisieren – Komponieren

## Diskographische Hinweise
- Henry Fourès, Carlo Rizzo, Beñat Achiary, Célébration du contre-jour, 1 CD Radio France, Harmonia Mundi, 2007.
- Henry Fourès, Célébration de la caresse, Gegenlicht, Kristall, Célébration de l'oiseau, Vom Blau, Célébration du fa; Françoise Kubler, Gesang; Dominique My, Klavier; Bernard Cazauran, Kontrabass; Carlo Rizzo, Tamburin; Jean-Pierre Caens; Altsaxofon, Claude Crousier, Bassklarinette, 1 CD MFA, l'empreinte digitale.
- Henry Fourès, Athina, György Kurtag, Synthesizer, Patrick Moutal, Zither/Surbahar; Carlo Rizzo, Tamburin; Pablo Cueco & Patrick Moutal, Laute, 1 CD Compagnie Accrorap, Musidisc, 1995, n° MU 750.
- Henry Fourès, Interview n° 1 ; 9, Rue Colbert, Jules Calmettes, Saxofon/Flüte; Henry Fourès, Klavier, 1 CD Adda, 1988 (Erstauflage auf LP 1980), n° ADDA 581088.